# 654 Zelinda
654 Zelinda è un asteroide della fascia principale del diametro medio di circa 127,4 km. Scoperto nel 1908, presenta un'orbita caratterizzata da un semiasse maggiore pari a 2,2961207 UA e da un'eccentricità di 0,2322169, inclinata di 18,12846° rispetto all'eclittica.
Il nome è in onore della figlia del matematico italiano Ulisse Dini.